# 塞尔焦·扎尔迪尼
塞尔焦·扎尔迪尼（義大利語：Sergio Zardini，1931年11月22日—1966年2月22日），意大利男子雪车运动员。他曾代表意大利参加1964年冬季奥林匹克运动会雪车比赛，获得男子双人银牌和男子四人第四名。